# Fort Abbas
Fort Abbas é uma cidade do Paquistão localizada na província de Punjab.